# دوره گرسنگی

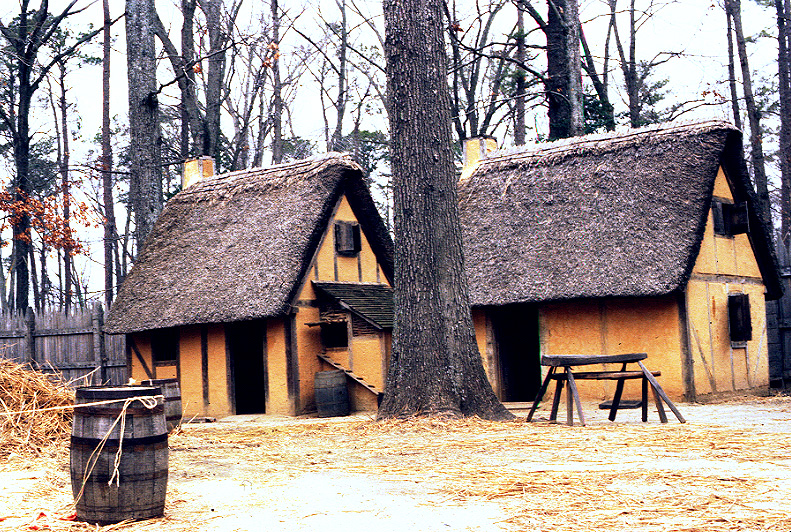
سکونت‌گاه‌های بازسازی‌شده در جیمزتاون

 دوره گرسنگی  یا  دوره قحطی (به انگلیسی: Starving Time) به یکی از دوره‌های تاریخی مربوط به اولین گروه‌های مهاجر اروپایی به قاره آمریکا گفته می‌شود. این قطحی زمانی پیش‌آمد که بومیان سُرخ‌پوست، ساکنان شهر جیمز تاون را محاصره کردند و ساکنان انگلیسی دژ، غذای کافی برای سپری‌کردن زمستان ۱۶۰۹ میلادی (معادل سال ۹۸۸ خورشیدی) نداشتند.
آن‌ها برای زنده‌ماندن اول اسب‌هایشان را خوردند و بعد سراغ سگ‌ها، گربه‌ها، موش‌های صحرایی، موش‌های کوچک و مارها رفتند. برخی نیز برای مهارکردن گرسنگی، چرم کفش‌هایشان را خوردند. زمانی که قحطی از چند هفته به چند ماه به درازا کشید و دیگر چیزی برای خوردن و زنده‌ماندن باقی نمانده نبود، عده‌ای شروع به آدم‌خواری کردند.
لرد دلاوار که با کشتی از انگلستان غذا، سرباز و مهاجران جدید آورده‌بود، نجات‌بخش بازماندگان این قحطی شد. بعد از شش ماه محاصره و گرسنگی، فقط ۶۰ نفر از ۳۰۰ ساکن این شهر جان به در بردند.